# Cottonwood (Minnesota)
Cottonwood ist eine Stadt im Südwesten des US-Bundesstaates Minnesota. Sie ist im Lyon County gelegen. Das U.S. Census Bureau hat bei der Volkszählung 2020 eine Einwohnerzahl von 1.149 ermittelt.

## Geografie
Die Kleinstadt Cottonwood ist Nordosten des Lyon County am Cottonwood Lake gelegen. Der 131 Hektar große und maximal 2,1 Meter tiefe See erstreckt sich im Westen der Stadt, gehört aber offiziell nicht zum Stadtgebiet. Nach Angaben des United States Census Bureau beträgt die Fläche der Stadt 2,2 Quadratkilometer mit keinerlei Wasserflächen.
Über die Minnesota State Route 23 ist der Ort an das Straßennetz Minnesotas angeschlossen. Ebenfalls führt eine Eisenbahnlinie der BNSF Railway durch die Stadt.

## Geschichte
Die Gegend um die heutige Stadt wurde erstmals im Jahr 1871 besiedelt. Cottonwood entstand im Juli 1888 als Section 9 im Lucas Township. Die Stadt erhielt ihren Namen von dem angrenzenden See, an dessen Ufer Pappeln (engl. cottonwood) stehen. Am 12. Januar 1892 wurde Cottonwood eine Village.

## Demografie
Nach den Angaben der Volkszählung 2000 leben in Cottonwood 1148 Menschen in 452 Haushalten und 319 Familien. Ethnisch betrachtet setzt sich die Bevölkerung aus 96,3 Prozent weißer Bevölkerung, sowie anderen kleineren oder mehreren Gruppen zusammen. 2,3 Prozent der Einwohner zählen sich zu den Hispanics.
In 38,5 % der 452 Haushalte leben Kinder unter 18 Jahren, in 60,2 % leben verheiratete Ehepaare, in 7,3 % leben weibliche Singles und 29,4 % sind keine familiären Haushalte. 26,1 % aller Haushalte bestehen ausschließlich aus einer einzelnen Person und in 11,1 % leben Alleinstehende über 65 Jahre. Die durchschnittliche Haushaltsgröße liegt bei 2,50 Personen, die von Familien bei 3,03.
Auf die gesamte Stadt bezogen setzt sich die Bevölkerung zusammen aus 29,2 % Einwohnern unter 18 Jahren, 8,1 % zwischen 18 und 24 Jahren, 28,9 % zwischen 25 und 44 Jahren, 18,1 % zwischen 45 und 64 Jahren und 15,7 % über 65 Jahren. Der Median beträgt 35 Jahre. Etwa 51,9 % der Bevölkerung ist weiblich.
Der Median des Einkommens eines Haushaltes beträgt 39.792 USD, der einer Familie 49.375 USD. Das Pro-Kopf-Einkommen liegt bei 19.847 USD. Etwa 4,5 % der Bevölkerung und 2,8 % der Familien leben unterhalb der Armutsgrenze.